# Dekanat Wrocław zachód (Leśnica)
Dekanat Wrocław – zachód (Leśnica) – jeden z 33 dekanatów w rzymskokatolickiej archidiecezji wrocławskiej.
W skład dekanatu wchodzi 7 parafii:
- Parafia Najświętszej Maryi Panny Królowej Polski → Wrocław-Jerzmanowo
- Parafia św. Andrzeja Boboli → Wrocław-Kuźniki
- Parafia św. Jadwigi Śląskiej → Wrocław-Leśnica
- Parafia św. Anny → Wrocław-Pracze Odrzańskie
- Parafia św. Andrzeja Apostoła → Wrocław-Stabłowice
- Parafia Najświętszej Maryi Panny Różańcowej → Wrocław-Złotniki
- Parafia św. Wawrzyńca → Wrocław-Żerniki